# Lower Bay (Grenadinen)
Lower Bay ist eine Siedlung auf der Insel Bequia, die zum Staat St. Vincent und die Grenadinen gehört.

## Geographie
Der Ort liegt an der Westküste der Insel, südlich der Hafenstadt Port Elizabeth am Südende der Admiralty Bay. Im Norden schließt sich Retreat an. Nach Süden ist der Ort durch den zentralen Höhenzug der Insel abgeschirmt. Nach Westen erstreckt sich die Siedlung Diamond, von der gleichnamigen sandigen Bucht Lower Bay auf die Steilküste.